# Marina Lambertová
Marina Lambertová později Mars Lambert (* 8. dubna 1992) je bývalá americká zápasnice – volnostylařka a judistka.

## Sportovní kariéra
Vyrůstala ve Virginia Beach. Od mala se věnovala různým sportům – gymnastice, zápasení (judo, americký školní zápas) a sebeobraně pod vedením svého ambiciózního otce Melvina. V americké ženské judistické reprezentaci se prosadila již v 15 letech (2007) v polotěžké váze do 78 kg. V roce 2008 neuspěla v kvalifikaci na olympijských hrách v Pekingu, a protože judo není na středních školách ve Spojených státech podporovaným sportem (stipendium) začala se specializovat na americký školní (tradiční) zápas.
Po skončení střední školy Indian River High se připravovala v Tennessee na univerzitě King College v Bristolu. Do americké ženské volnostylařské reprezentace se neprosadila, kvůli své vyšší tělesné hmotnosti. V roce 2011 zápasila v univerzitní zápasnické lize ve váze do 90 kg a nejvyšší váhovou kategorií v ženském olympijském zápasu byla v olympijském roce 2012 váha do 72 kg. V roce 2015 podstoupila změnu pohlaví na muže.